# غراهام ريد (عالم نفس)
غراهام ريد (بالإنجليزية: Graham Reed)‏ هو عالم نفس كندي، ولد في 1923، وتوفي في 1989.